# Кубок Австрії з футболу 1936—1937
Кубок Австрії з футболу 1936—1937 — 19-й офіційний розіграш турніру. Переможцем змагань втретє став столичний клуб «Вієнна».

## Чвертьфінали
| Команда 1                    | Рахунок | Команда 2          |
| ---------------------------- | ------- | ------------------ |
| 10 квітня 1937               |         |                    |
| «Вієнна»                     | 5:0     | «Штурм»            |
| 11 квітня 1937               |         |                    |
| «Адміра»                     | 1:3     | «Аустрія»          |
| «Флорідсдорфер»              | 4:6     | «Рапід»            |
| «Вінер Шпорт-Клуб»           | 0:0     | «Пост СВ»          |
| Перегравання. 14 квітня 1937 |         |                    |
| «Пост СВ»                    | 1:3     | «Вінер Шпорт-Клуб» |

## Півфінали
| Команда 1      | Рахунок | Команда 2          |
| -------------- | ------- | ------------------ |
| 21 травня 1937 |         |                    |
| «Рапід»        | 2:3     | «Вінер Шпорт-Клуб» |
| «Вієнна»       | 1:0     | «Аустрія»          |

## Фінал
| 27 травня 1937 |

| «Вієнна»               | 2 — 0  | «Вінер Шпорт-Клуб» |
| ---------------------- | ------ | ------------------ |
| 54', 63' Йозеф Мольцер | (Звіт) |                    |

| «Пратер», Відень Глядачів: 9 000 Арбітр: Ганс Франкенштайн |

| Вієнна                        |                  |
|                               |                  |
| ВР                            | Віктор Гавлічек  |
| ЗХ                            | Карл Райнер      |
| ЗХ                            | Віллібальд Шмаус |
| ПЗ                            | Отто Каллер      |
| ПЗ                            | Леопольд Гофманн |
| ПЗ                            | Леонард Маху     |
| НП                            | Йозеф Мольцер    |
| НП                            | Фрідріх Гшвайдль |
| НП                            | Франц Мандль     |
| НП                            | Фердинанд Барилі |
| НП                            | Франц Ердль      |
| Тренер:                       |                  |
| Отто Пешль / Фрідріх Гшвайдль |                  |

| Вієнна                     |                 |
|                            |                 |
| ВР                         | Фрідріх Францль |
| ЗХ                         | Карл Граф       |
| ЗХ                         | Роберт Пурц     |
| ПЗ                         | Франц Вавра     |
| ПЗ                         | Йозеф Хлоупек   |
| ПЗ                         | Ернст Галлі     |
| НП                         | Карл Краль      |
| НП                         | Рудольф Гайтер  |
| НП                         | Йозеф Епп       |
| НП                         | Едуард Галлас   |
| НП                         | Антон Піллвайн  |
| Тренер:                    |                 |
| Карл Кестлер / Ганс Стрнад |                 |